# Ngarchelong
Ngarchelong er en af de 16 provinser  i Palau. Den ligger længst mod nord på hovedøen Babeldaob og er opdelt i otte landsbyer, hvoraf de største er hovedbyen Mengellang og fiskerlandsbyen Ollei.
 Der er for få eller ingen kildehenvisninger i denne artikel, hvilket er et problem. Du kan hjælpe ved at angive troværdige kilder til de påstande, som fremføres i artiklen.

| Geografi/geologi | Spire Denne artikel om geografi er en spire som bør udbygges. Du er velkommen til at hjælpe Wikipedia ved at udvide den. |